# Matratzenhygiene
Bei der Matratzenhygiene geht es um die Hygiene von in Betten befindlichen Matratzen.

## Historische Situation
Über Jahrhunderte wurden statt Matratzen Strohsäcke benutzt. Stroh oder auch Heu wurden mehrmals im Jahr ausgetauscht und der Strohsack gewaschen. Die Schlafräume waren kalt und gut gelüftet.
Abgelöst wurden die Strohsäcke durch dreiteilige Matratzen. Diese konnten leicht zum Klopfen ins Freie geschafft werden, wo sie Luft und Sonne ausgesetzt wurden. Damit war ein Mindestmaß an Hygiene erreicht.

## Heutige Situation
Matratzen gibt es heute in einer sehr guten Qualität, mit bestem Schlafkomfort. Dies hat aber auch zur Folge, dass Matratzen 10 bis 20 Jahre und länger genutzt werden. Weil sie unhandlich und schwer sind, bleiben sie mehr oder weniger ununterbrochen im Bett, zugedeckt und kaum gelüftet.
Die Folge davon ist, dass ein Mensch heute ein Drittel seines Lebens fast hautnahen Kontakt mit einer unhygienischen, staubigen Matratze hat, einem Biotop für Hausstaubmilben, Bakterien und Schimmel. Mehr als 98 Prozent aller Matratzen (auch Kindermatratzen) sind verschmutzt und enthalten Milbenkot. Wer mit geröteten und tränenden Augen, geschwollenen Augenlidern, juckender und triefender Nase, Husten, Atemnot und Hautausschlag aufwacht, reagiert wahrscheinlich auf das Allergen, welches in den Ausscheidungen der Hausstaubmilbe enthalten ist.

## Verschmutzung von Matratzen

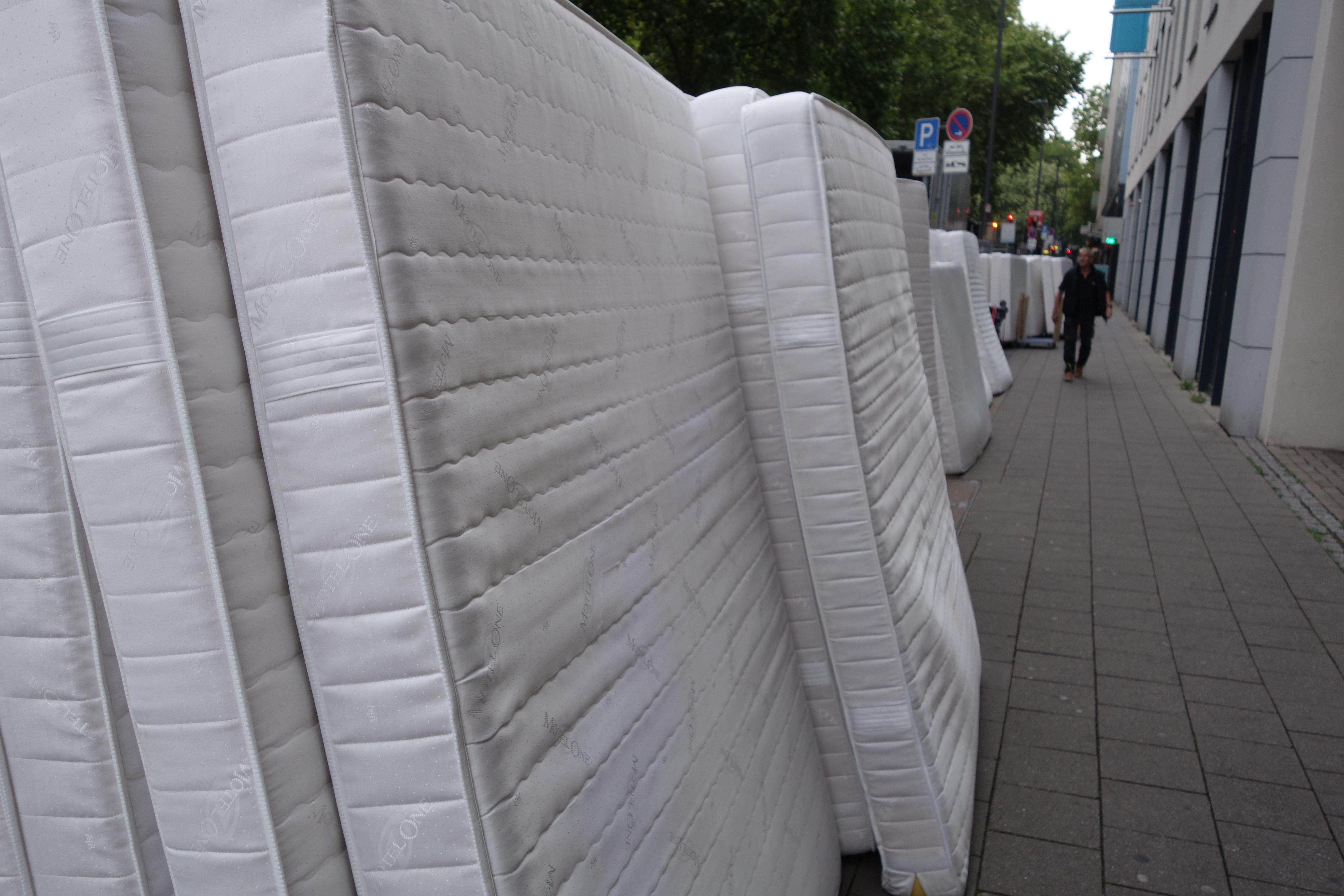
Matratzen-Austausch in einem Düsseldorfer Hotel (2025)

Matratzen werden im Wesentlichen verschmutzt durch: Matratzenstaub, unter dem Oberbegriff „Hausstaub“, bestehend aus Abrieb des Matratzenmaterials, Hautschuppen, Ausscheidungen der Hausstaubmilbe (Guanin), Schimmel, Bakterien, auch Harnstein, Ausdünstungen wie Schweiß und dessen Salze, sowie sonstige Verunreinigungen verursacht durch Menschen oder Haustiere. Ein unangenehmer Matratzengeruch entsteht durch die von Bakterien befallenen Hautschuppen, als stetiger traniger Geruch, durch Nassbehandlung entsteht Modergeruch, Mischgeruch tritt hauptsächlich bei bettlägerigen Personen auf.

### Hausstaubmilben (Pyroglyphidae)
Die Hausstaubmilben sind winzig klein und lieben es feucht, warm und dunkel. Sie leben fast ausschließlich von Hautschuppen und vermehren sich sehr schnell. Der grenzenlosen Vermehrung wirkte früher die Raubmilbe, ein natürlicher Feind der Hausstaubmilbe, entgegen, jedoch scheint die Raubmilbe heute ausgestorben. So können heute in einer Doppelbettmatratze bis zu einer Million und mehr Hausstaubmilben vorkommen und diese produzieren eine entsprechende Menge an allergieauslösendem Milbenkot.

### Hautschuppen
Ein Mensch verliert bis zu 1,5 Gramm Hautschuppen pro Nacht, im Jahr also bis zu 0,5 Kilogramm. Diese bleiben zum Teil in der Matratze, werden von Bakterien befallen und verursachen den typischen, unangenehmen, muffigen Schlafzimmergeruch.

### Schweiß
Durch natürliches Schwitzen verliert jeder Mensch bis zu 0,5 Liter Schweiß pro Nacht. Die Feuchtigkeit des Schweißes sowie im Schweiß enthaltene Salze und Eiweiße dringen zum Teil in die Matratzen ein und verbleiben dort.

### Schimmel
Durch Feuchtigkeit und unzureichende Belüftung entsteht oft kaum sichtbarer Schimmel. Dieser kann ebenfalls Auslöser von Allergien sein.

### Staub
In einer Matratze können sich bis zu 200 Gramm Staub befinden, ein Gemisch aus organischen und anorganischen Partikeln.

### Schadstoffe
Produktionsbedingt können zum Beispiel Formaldehyd oder andere Schadstoffe in Matratzen vorkommen, die bei hoher Konzentration gesundheitliche Beschwerden verursachen können.

## Luftzirkulation
Die Luftzirkulation gehört zu den wesentlichen funktionellen Eigenschaften einer Matratze. Die Luftzirkulation bei Bewegung einer Matratze ist vergleichbar mit einem Schwamm, welcher Wasser aufnehmen und beim Zusammendrücken wieder abgeben kann. Bei Bewegung der Matratze kann also vorhandener Staub mit der Luft austreten und in den Raum gelangen. Der Raum unter dem Bett bzw. Lattenrost sollte deshalb stets frei und zugänglich sein um eine ausreichende Luftzirkulation zu gewährleisten. Das Schlafzimmer sollte direkt nach dem Aufstehen gelüftet werden, um die während der Nacht abgegebene Feuchtigkeit abzubauen. Das Bett sollte währenddessen nicht zugedeckt werden, damit sich der Feuchtigkeitshaushalt der Matratze reguliert.

## Reinigung
Um eine optimale Hygiene zu gewährleisten, ist eine regelmäßige Reinigung der Matratzen aus den oben genannten Gründen unerlässlich. Je nach Beanspruchung sollte die Bettwäsche alle 1–2 Wochen bei mindestens 60 °C gewaschen werden. Im Sommer oder bei Krankheiten, wenn man mehr Zeit im Bett „verschwitzt“, auch häufiger, unter Umständen täglich. Eventuell vorhandene Matratzenschoner und der abnehmbare Matratzenbezug sollten monatlich bei 90 °C Kochwäsche gewaschen werden (Textilpflegesymbol beachten!). Die Matratze selbst sollte, abgesehen von guter Luftzirkulation, bei Bedarf abgeklopft werden und auch monatlich gewendet werden (sowohl längs als auch quer) um eine gleichmäßige Abnutzung zu erreichen und letztendlich nach 5–8 Jahren bei preiswerteren Modellen bzw. 10–14 Jahren bei hochwertigeren Modellen auch ausgetauscht werden.
Institutionen können Matratzen professionell reinigen lassen. Dazu wurden spezielle Waschmaschinen für Matratzen entwickelt. Weiterhin wird durch spezialisierte Betriebe auch Trockenreinigung von Matratzen vor Ort angeboten, mit dem UV-C, Vakuum- und Vibrationsverfahren.